# Georges Nevejans
Georges Nevejans (Gent, 13 april 1899 – Sint-Amandsberg, 14 december 2005) was de oudste man van België van 28 december 2003 (met het overlijden van de 110-jarige Louis Marion) tot aan zijn eigen dood bijna twee jaar later.
Nevejans werd geboren in Gent. Op 17-jarige leeftijd werd hij lid van de Socialistische Partij. Tot aan zijn dood had hij een lidkaart van deze partij. Hij was gehuwd met Sophie Buyck en overleed in de buurt van zijn geboortestad op 106-jarige leeftijd. Als oudste Belgische man zou hij opgevolgd worden door Marcel Duguet.